# ليندا فرانس
ليندا فرانس (بالإنجليزية: Linda France)‏ هي كاتِبة وشاعرة بريطانية، ولدت في 1958 في Wallsend ‏ في المملكة المتحدة.